# 5-HT2B-Rezeptor
Der 5-HT2B-Rezeptor (kurz 5-HT2B) ist ein Protein aus der Familie der Serotonin-Rezeptoren (5-HT-Rezeptoren), das durch Serotonin, einem körpereigenen Gewebshormon und Neurotransmitter, aktiviert werden kann. Im menschlichen Körper kommt der 5-HT2B-Rezeptor insbesondere in der Zellmembran von Zellen der glatten Muskulatur und des Gefäßendothels sowie in geringer Menge in Nervenzellen vor. Dieser Rezeptor hat im Zusammenspiel mit seinem Agonisten Serotonin eine wichtige Rolle bei der Entwicklung und Funktion des Herz-Kreislauf-Systems. Auf molekularer Ebene vermittelt dieser G-Protein-gekoppelte Rezeptor seine Effekte über eine Aktivierung von heterotrimären G-Proteinen.

## Biochemie

### Genetik
Der 5-HT2B-Rezeptor des Menschen wurde erstmals im Jahr 1994 kloniert. Er wird durch ein HTR2B-Gen auf Chromosom 2, Genlocus 2q36.3-q37.1 codiert. Die codierende DNA-Region beinhaltet zwei Introns. Ein Einzelnukleotid-Polymorphismus, der zu einem funktionsuntüchtigen 5-HT2B-Rezeptor führt, wird mit einer gesteigerten Impulsivität in Verbindung gebracht. Ebenso wurde eine Mutation, welche zu einem permanent an der Zellmembran exprimierten, voll funktionstüchtigen Rezeptor führt, als eine mögliche Ursache für die Entwicklung einer pulmonalen Hypertonie nach Einnahme von Appetitzüglern gefunden.

### Proteinstruktur
Das 5-HT2B-Rezeptorprotein des Menschen besteht aus 481 Aminosäuren. Mit Hilfe der Röntgenkristallstrukturanalyse konnte eine vorausgesagte Struktur mit sieben helikalen Transmembrandomänen (heptahelikaler Rezeptor) bestätigt werden.
Helix VI ist vorwiegend einbezogen in die Signalübertragung durch G-Proteine, während Konformationsänderungen in Helix VII verbunden sind mit der Übertragung durch β-Arrestine. Im 5-HT2B-Rezeptor-Ergotamin-Komplex befindet sich die Helix VII im aktivierten Konformationszustand, wohingegen Helix VI nur teilaktiviert ist. Hierin spiegelt sich das starke β-Arrestin-Bias des Ergotamins an diesem Rezeptor, wie es in pharmakologischen Assays beobachtbar ist (siehe auch den Abschnitt 5-HT2B-Agonisten).

### Signaltransduktion
Auf molekularer Ebene führt eine Stimulation von 5-HT2B-Rezeptoren zu einer Aktivierung von Gq/11-Proteinen und einer Aktivierung der Phospholipase C verbunden mit einer Freisetzung von Ca2+ aus intrazellulären Speichern. Infolgedessen werden verschiedene intrazelluläre Signaltransduktionswege aktiviert, die zu einer Kontraktion glattmuskulärer Zellen führen. Des Weiteren bewirkt eine Stimulation von 5-HT2B-Rezeptoren eine Aktivierung von G12/13-Proteinen, der NO-Synthasen eNOS und iNOS, der Phospholipase A₂, der NAD(P)H-Oxidase und des Natrium-Protonen-Austauschers 1 sowie eine Zellzyklusaktivierung und eine Aktivierung des ERK-Signalwegs.

## Funktion

### Herz-Kreislauf-System
Über eine Stimulierung von 5-HT2B-Rezeptoren führt Serotonin zu einer Kontraktion der glatten Muskulatur des Herz-Kreislaufsystems. In einigen Blutgefäßen kann darüber hinaus Serotonin über die Aktivierung dieses Rezeptors und einer Freisetzung von Stickstoffmonoxid aus dem Endothel zu einer Relaxation führen.
Tierexperimentelle Studien mit Knockout-Mäusen haben darüber hinaus gezeigt, dass der Serotoninrezeptor für die Entwicklung des Herz-Kreislaufsystems, insbesondere für die des Herzes, von Bedeutung ist. Dem gegenüber führt eine Stimulierung des 5-HT2B-Rezeptors zu einer Fibrosierung des Herzes. Pathologisch spielt dieser Rezeptor auch bei der Entstehung der primären pulmonalen Hypertonie eine Rolle.

### Magen-Darm-Trakt
5-HT2B-Rezeptoren kommen in hoher Dichte auch in den Neuronen und der glatten Muskulatur des Magen-Darm-Trakt vor. Hier spielen sie insbesondere für die Entwicklung des Darmnervensystems und die gastrointestinale Motilität eine wichtige Rolle.

### Zentralnervensystem
Obwohl 5-HT2B-Rezeptoren nur in sehr geringer Menge im Zentralnervensystem nachgewiesen werden konnten, wird eine Beteiligung dieses Rezeptors an der antidepressiven Wirkung von selektiven Serotonin-Wiederaufnahmehemmern und an der psychischen Wirkung von Designerdrogen angenommen.
Der 5-HT2B-Rezeptor gehört zu jenen Serotoninrezeptortypen, über den Schmerzreize übermittelt werden. Siehe dazu auch den Abschnitt Serotonin#Schmerz.

## Pharmakologie

5-HT_{2B/2C}-Agonist Dexfenfluramin

Ergotamin: hohes β-Arrestin-Bias

Der 5-HT2B-Rezeptor besitzt nicht nur eine sehr enge genetische und strukturelle Verwandtschaft zum 5-HT2C-Rezeptor. Auch pharmakologisch sind beide Rezeptoren sehr ähnlich. Der 5-HT2B-Rezeptor stellt derzeit kein Ziel für die Arzneistoffentwicklung dar, wenngleich möglicherweise ein therapeutisches Potenzial für Antagonisten bei der Behandlung chronischer Lebererkrankungen besteht. Auf Grund der Verbindung zwischen einer Aktivierung dieses Rezeptors und dem Auftreten von Herzklappenschäden wird der 5-HT2B-Rezeptor für Agonisten hingegen als ein Antitarget eingestuft. Bereits in den frühen Phasen der Arzneistoffentwicklung werden üblicherweise Tests auf einen möglichen Agonismus am 5-HT2B-Rezeptor durchgeführt. Das Zuführen von 5-HT2B-Rezeptorantagonisten bei einem bestehenden Serotoninsyndrom ist kontraindiziert, sie können Symptome des Syndroms weiter verstärken.

### Agonisten
Selektive 5-HT2B-Rezeptoragonisten, wie beispielsweise BW-723C86, besitzen nur experimentelle Bedeutung.
Prodrugs der nichtselektiven 5-HT2B/2C-Rezeptoragonisten Norfenfluramin und Dexnorfenfluramin, wie beispielsweise Fenfluramin, Dexfenfluramin und Benfluorex, wurden seit den 1970er Jahren als Appetitzügler genutzt. Auf Grund der gehäuften Beobachtung von Fällen von Herzklappenschäden und pulmonaler Hypertonie wurden diese nichtselektiven 5-HT2B/2C-Rezeptoragonisten in den 1990er und 2000er Jahren vom Markt genommen. Nach der Erkenntnis, dass eine Stimulierung des 5-HT2C-Rezeptors für den appetitzügelnden Effekt und der Agonismus am 5-HT2B-Rezeptor für die Nebenwirkungen verantwortlich sind, wurden gezielt selektive 5-HT2C-Rezeptoragonisten als neue Appetitzügler entwickelt. So zeigt das 2012 in den USA zugelassene Lorcaserin eine über 100-fache Selektivität für 5-HT2C- gegenüber 5-HT2B-Rezeptoren.
Zahlreiche weitere, insbesondere ältere Arzneistoffe mit nichtselektivem Wirkprofil können den 5-HT2B-Rezeptor als Agonisten stimulieren. Dazu zählen neben Dihydroergotamin, Ergometrin, Methysergid, Methylergometrin, Pergolid und Cabergolin, für welche ein gehäuftes Auftreten von Herzklappenschäden bekannt ist, auch Guanfacin, Chinidin, Xylometazolin, Oxymetazolin, Fenoldopam.
Einige Ergolin-Derivate, insbesondere Ergotamin und Dihydroergotamin, zeigen eine hohe funktionelle Selektivität, indem sie die Signalübertragung über β-Arrestin bevorzugen, ihre Bias-Faktoren betragen 230 bzw. 185; im selben Sinn haben Cabergolin und LSD einen Faktor von je 100. Ropinirol, ein schwach-affiner 5-HT2B-Rezeptoragonist, bevorzugt hingegen, mit geringerem Bias, den Calciumionen-Flux.

### Antagonisten

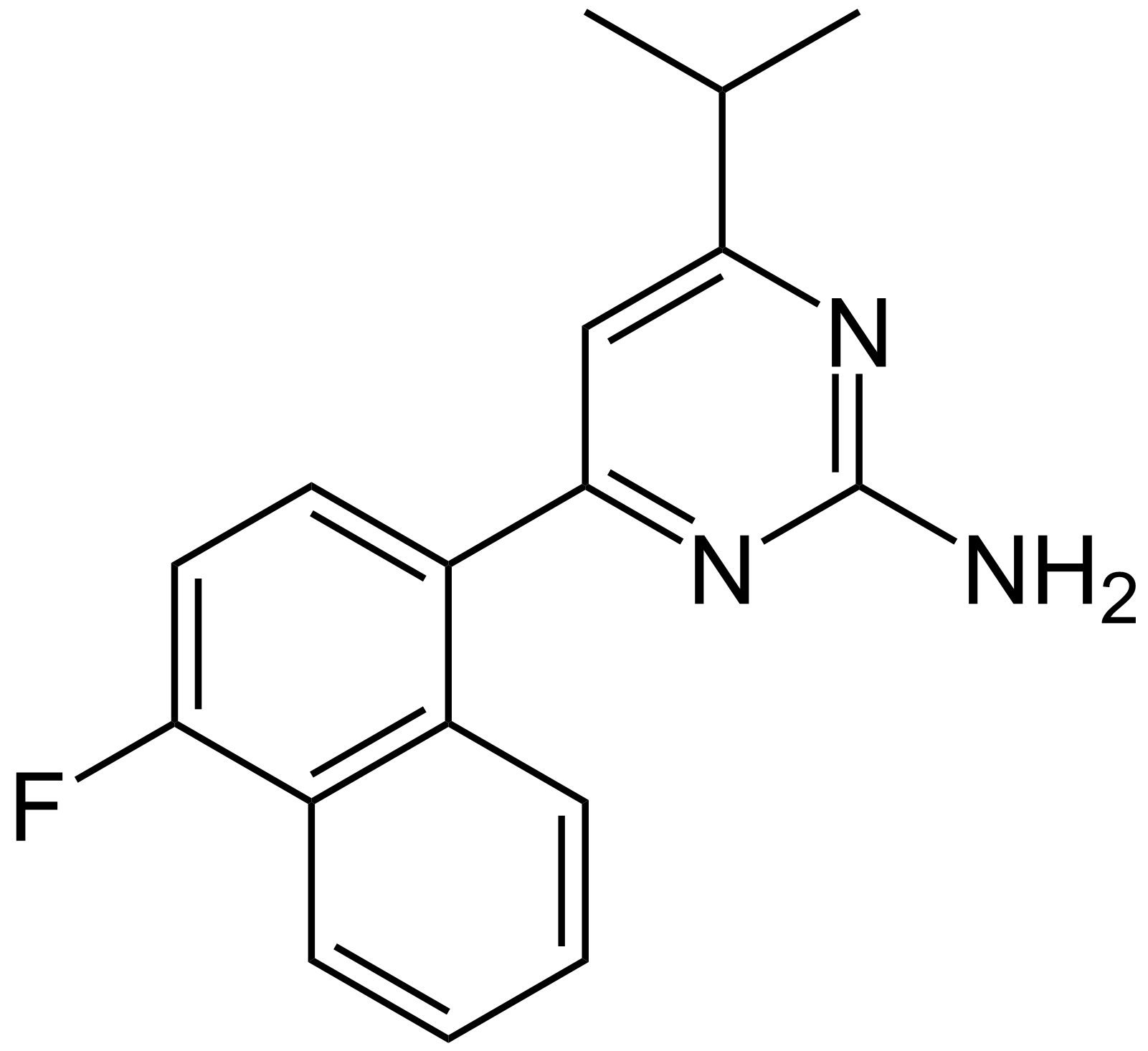
RS-127,445

5-HT2B-Rezeptorantagonisten gibt es in zahlreichen strukturtypischen Varianten. Selektive Antagonisten, wie beispielsweise RS-127,445 und das Tryptolin LY-272,015, finden insbesondere in der Forschung und Entwicklung experimentelle Anwendung. RS-127,455 ist hochaffin und bindet 1000-fach stärker an den Rezeptor 5-HT2B als an die Isoformen 5-HT2A und 5-HT2C. Es wurden mittlerweile Antagonisten entwickelt, die diesbezüglich Selektivitätsfaktoren von weit über 10.000 erreichen.
Zahlreiche therapeutisch genutzte Arzneistoffe sind nichtselektive 5-HT2B-Rezeptorantagonisten. Die migräneprophylaktische Wirksamkeit von Lisurid und Pizotifen wird auf ihre potente 5-HT2B-Rezeptor-antagonistische Wirkung zurückgeführt. Auch der Thrombozytenaggregationshemmer Sarpogrelat und das Prokinetikum Tegaserod besitzen zusätzlich markante 5-HT2B-Rezeptor-antagonistische Eigenschaften. Dies trifft ebenso zu auf die Neuroleptika Asenapin, Aripiprazol und Clozapin. Ferner lassen sich das Antidepressivum Mianserin und das Rauwolfia-Alkaloid Yohimbin dieser Rubrik zurechnen.